# Conte de fées à l'usage des moyennes personnes
Conte de fées à l'usage des moyennes personnes est un conte de l'écrivain français Boris Vian. Datant de 1943, elle est une œuvre de jeunesse (l'auteur avait 23 ans). Elle connaît deux versions, dont la deuxième est inachevée. Ce texte est sans doute l'un des moins connus de l'auteur.

## L'histoire
Ce Conte de fées à l'usage des moyennes personnes relate l'odyssée d'un prince accompagné de son palefroi qui part à la recherche de sucre, denrée rare.
Dans sa quête, il croisera des créatures magiques et loufoques, et aura à vivre des situations où l'absurde est omniprésent.
Vian amuse et s'amuse, faisant calembours, clins d'œil au lecteur, tournant en dérision et en absurde toute l'histoire.

## Une œuvre de jeunesse
Jouant avec les mots, employant un style léger, l'auteur transmet à cette œuvre toute sa fraîcheur et son humour, caractéristique de sa vingtaine d'années d'alors.
Le contexte de la création de ce Conte de fées à l'usage des moyennes personnes est cependant moins léger. En effet, Boris Vian l'écrit pour sa femme de l'époque, Michelle, qui est en convalescence. Il veut ainsi lui faire passer le temps plus facilement et lui transmettre la bonne humeur du livre.